# Universiteit van Malmö
De Universiteit van Malmö (Zweeds: Malmö universitet) is een Zweedse universiteit in de stad Malmö. Ze werd opgericht in 1998 en telt meer dan 24.000 studenten. De universiteit is de op acht na grootste onderwijsinstelling in Zweden.
De Universiteit van Malmö maakt deel uit van de Santandergroep van Europese universiteiten.

## Faculteiten
De universiteit telt vijf faculteiten: 
- Wetenschap en technologie
- Culturele en sociale wetenschappen, bestaande uit drie departementen (politieke wetenschappen, stedelijke studies, en kunst en communicatie)
- Pedagogie
- Tandheelkunde
- Gezondheidswetenschappen, bestaande uit vijf departementen (biomedische wetenschappen, zorgwetenschappen, criminologie, gezondheid en welvaart, sociaal werk)

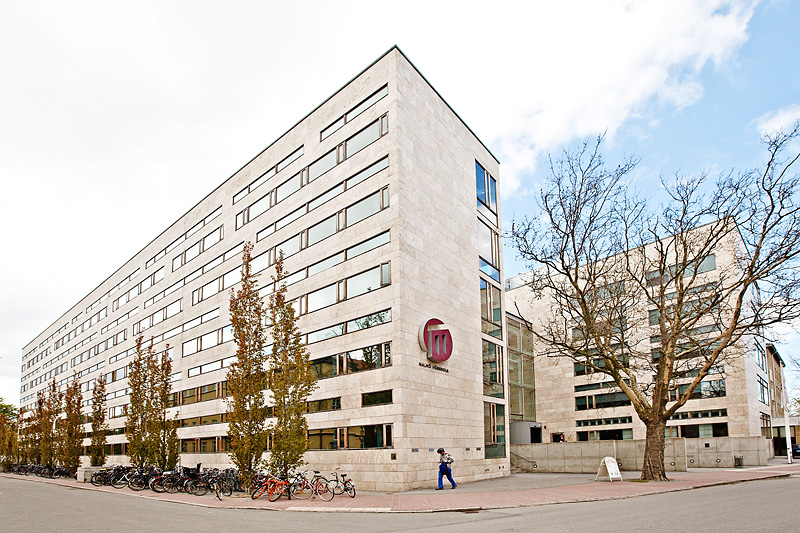
Faculteit Gezondheid & Maatschappij
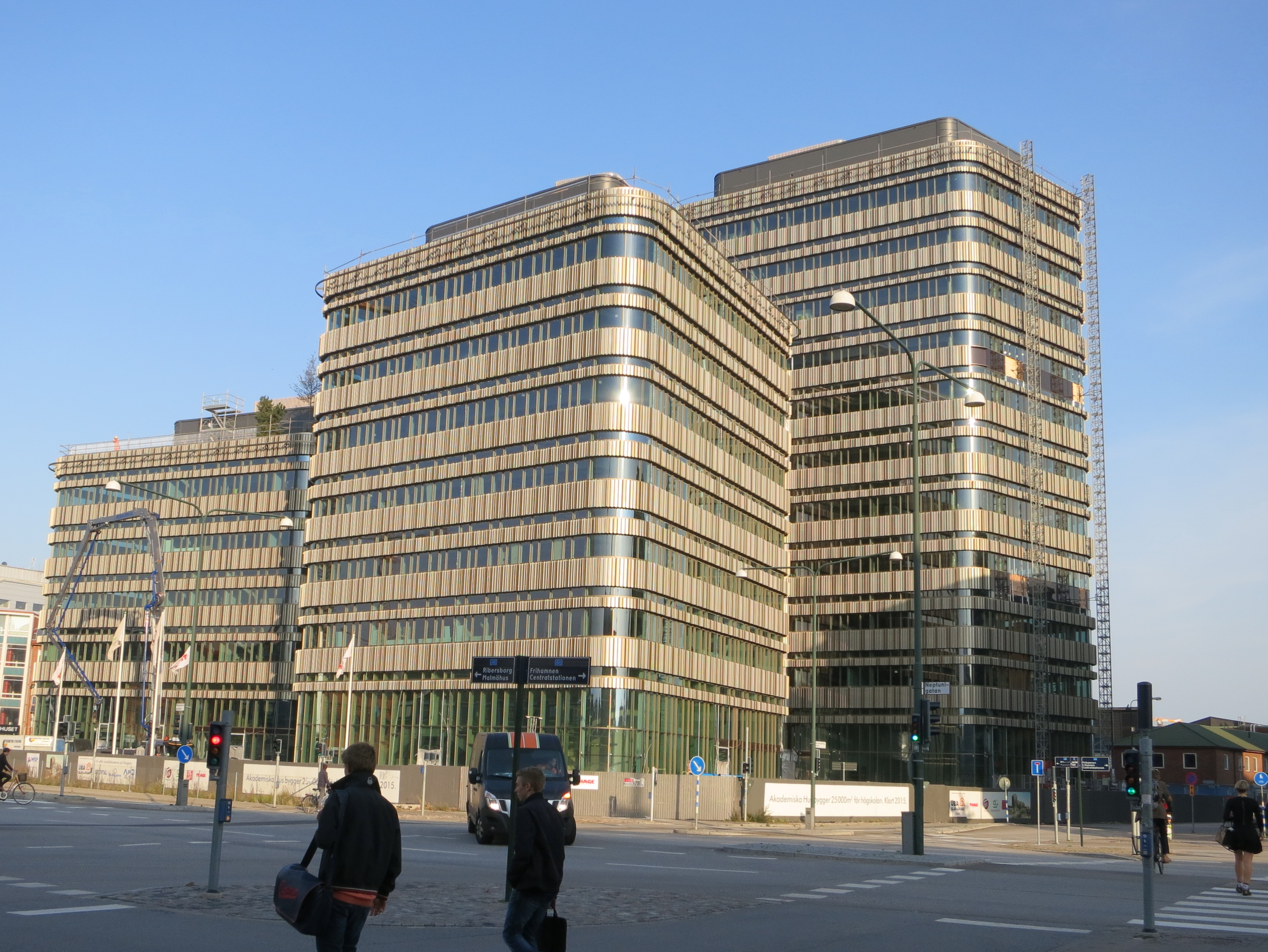
Gebouw Niagara
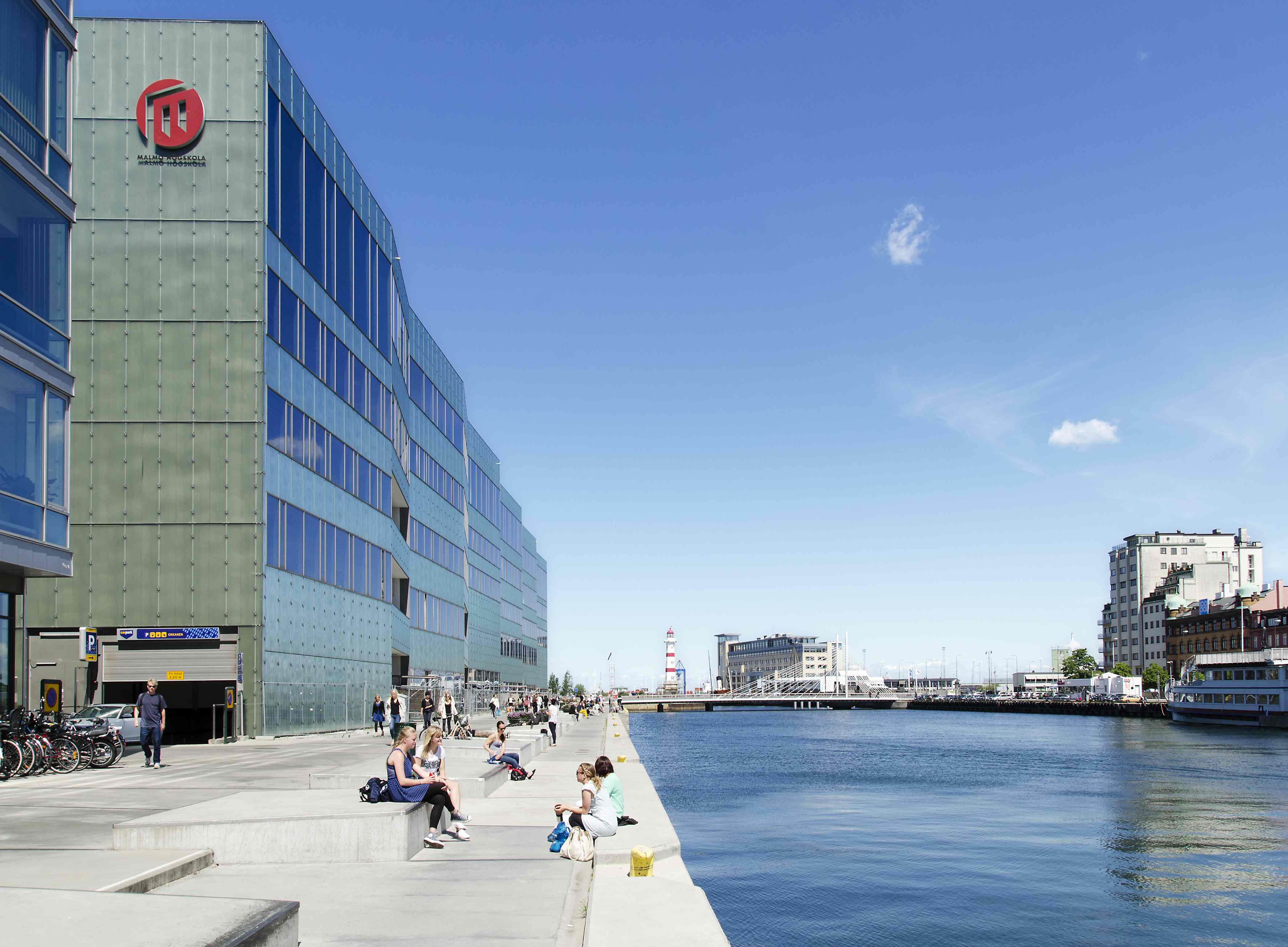
Gebouw Orkanen (Diener & Diener, 2003-2005)
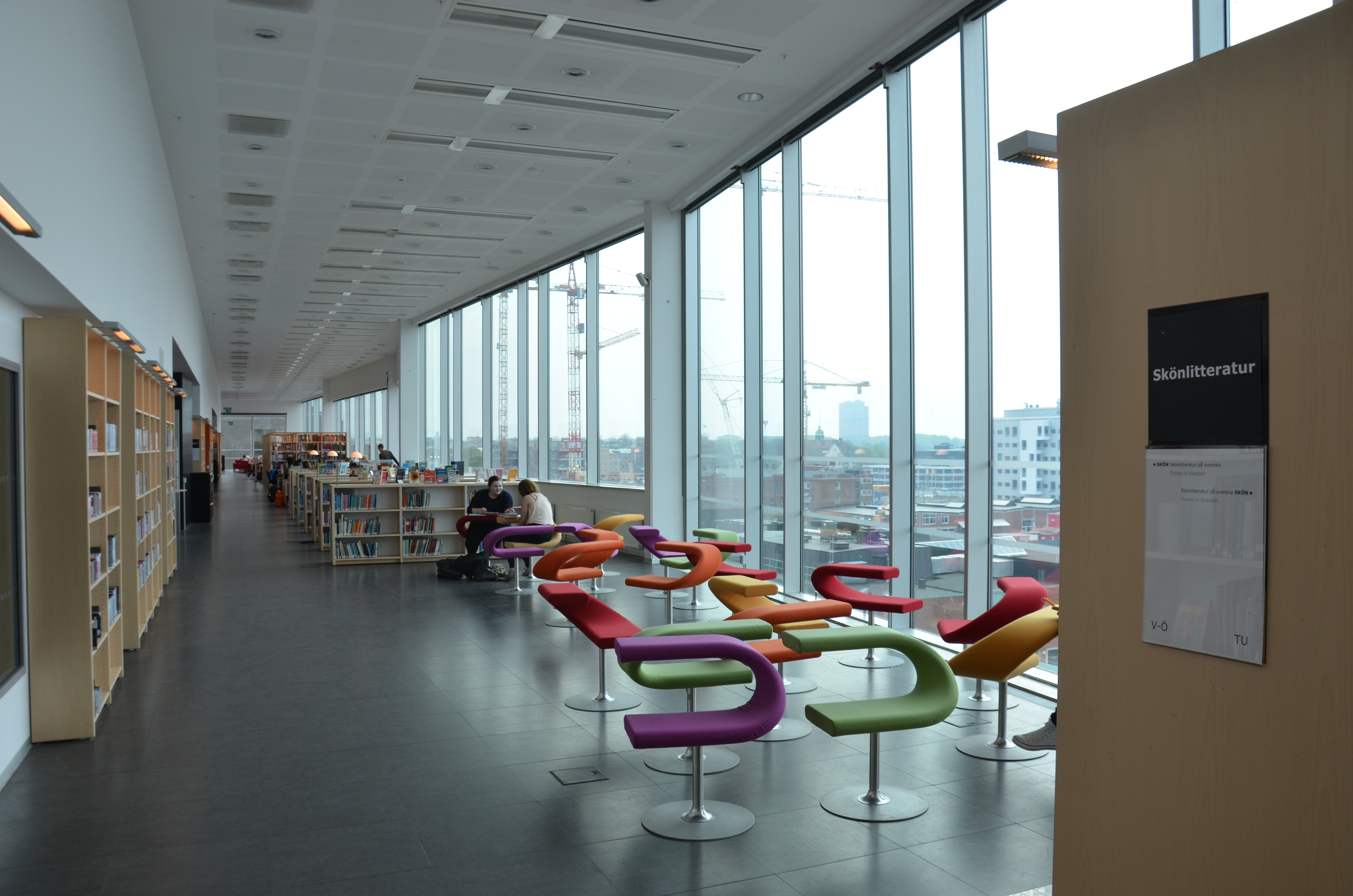
Universiteitsbibliotheek in gebouw Orkanen
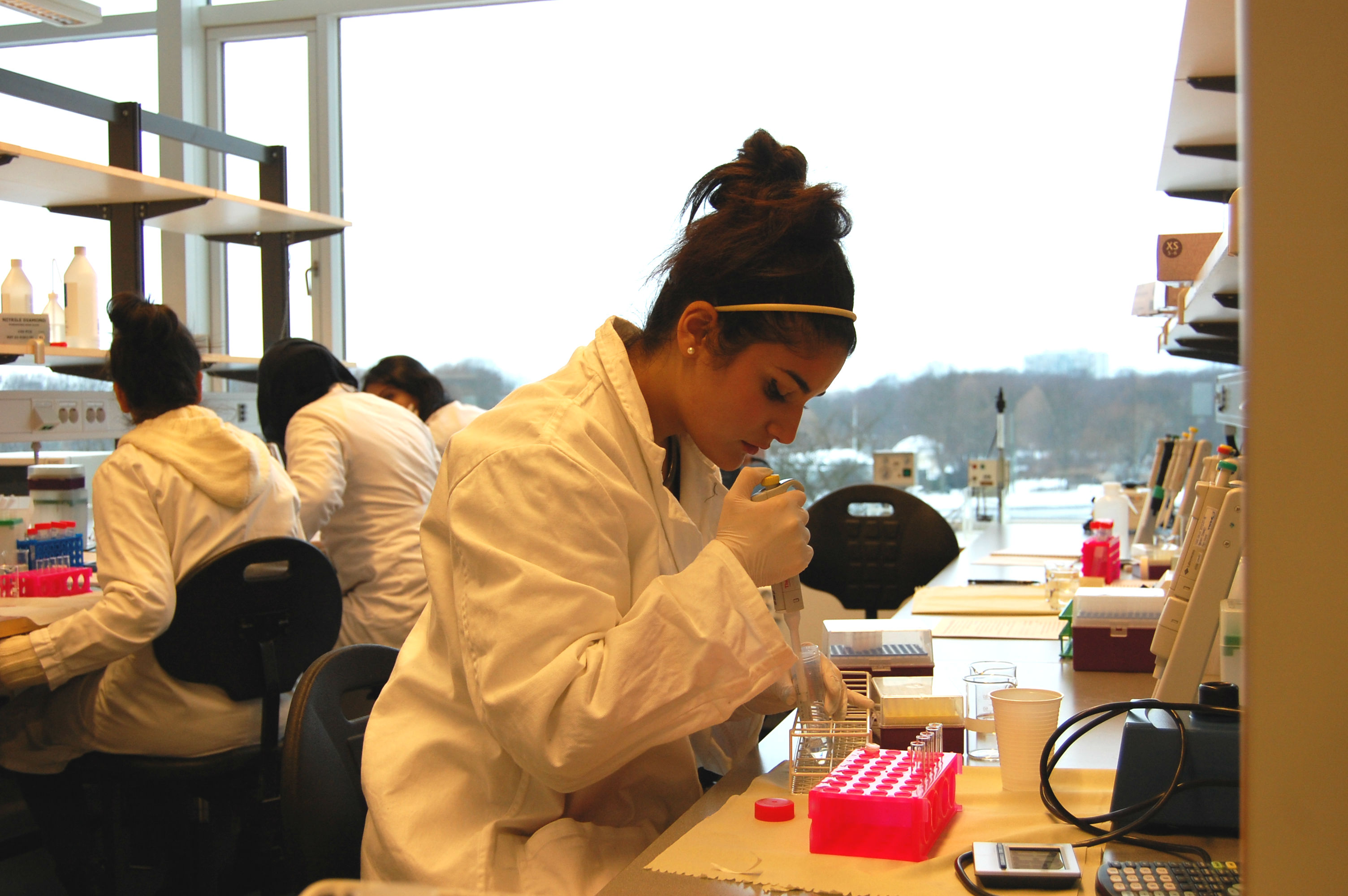
Laboratorium

Bayreuth · 
Cantabria · 
Canterbury · 
Catania · 
Cluj-Napoca · 
Cyprus · 
Eindhoven · 
Gent · 
Giessen · 
Göteborg · 
Grenoble · 
Las Palmas de Gran Canaria · 
Le Havre · 
León · 
Luik · 
Malmö · 
Malta · 
Minho ·
Patras · 
Porto · 
Poznań · 
Rome (Sapienza) · 
Rouen · 
Tarragona · 
Triëst · 
Trondheim · 
Valencia · 
Valladolid